# Vesalius (cràter)
Vesalius és un cràter d'impacte situat a la cara oculta de la Lluna, a menys de 100 km al sud de l'equador lunar.

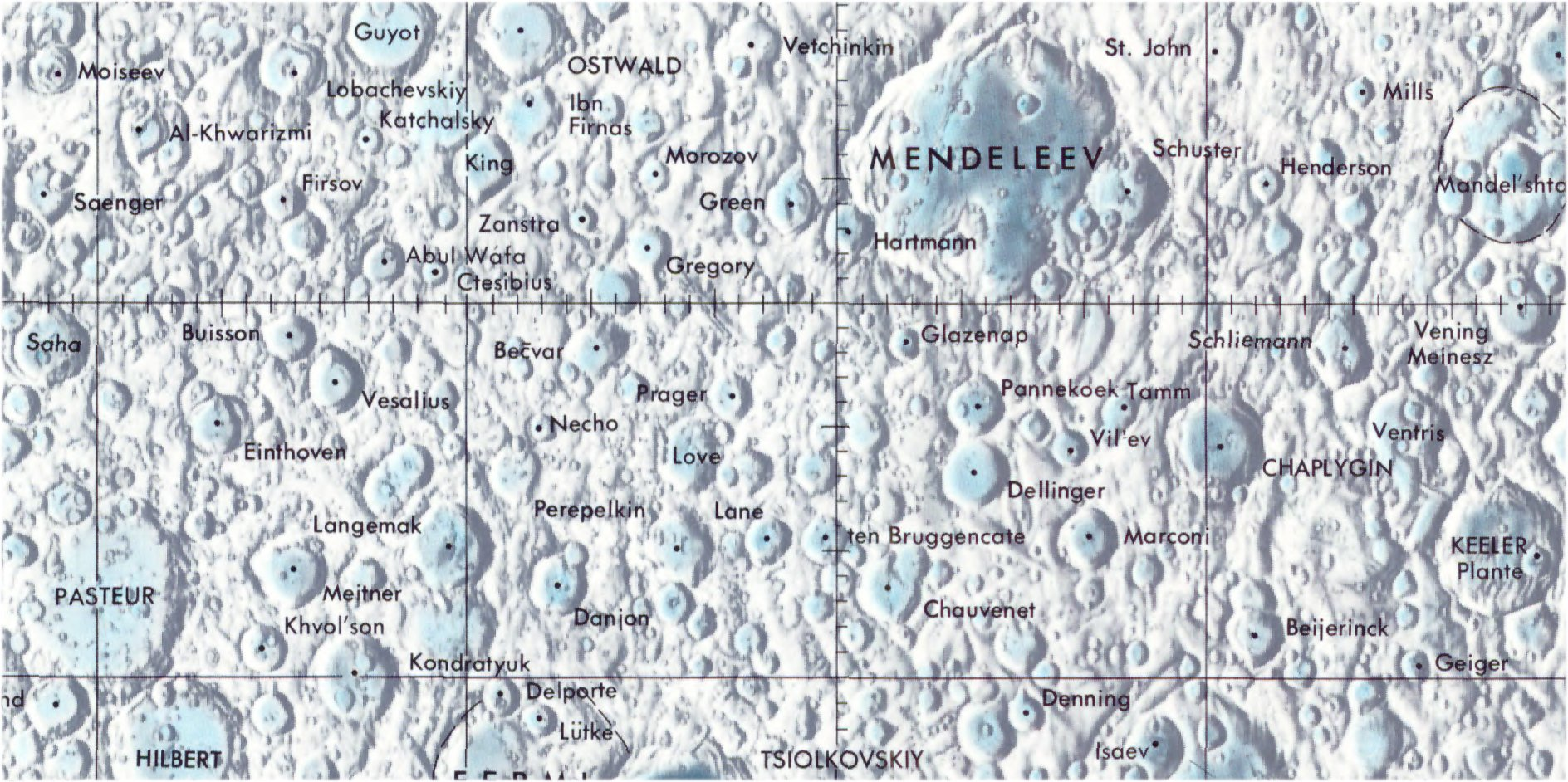
Localització de Vesalius (centre de la meitat esquerra de la imatge)
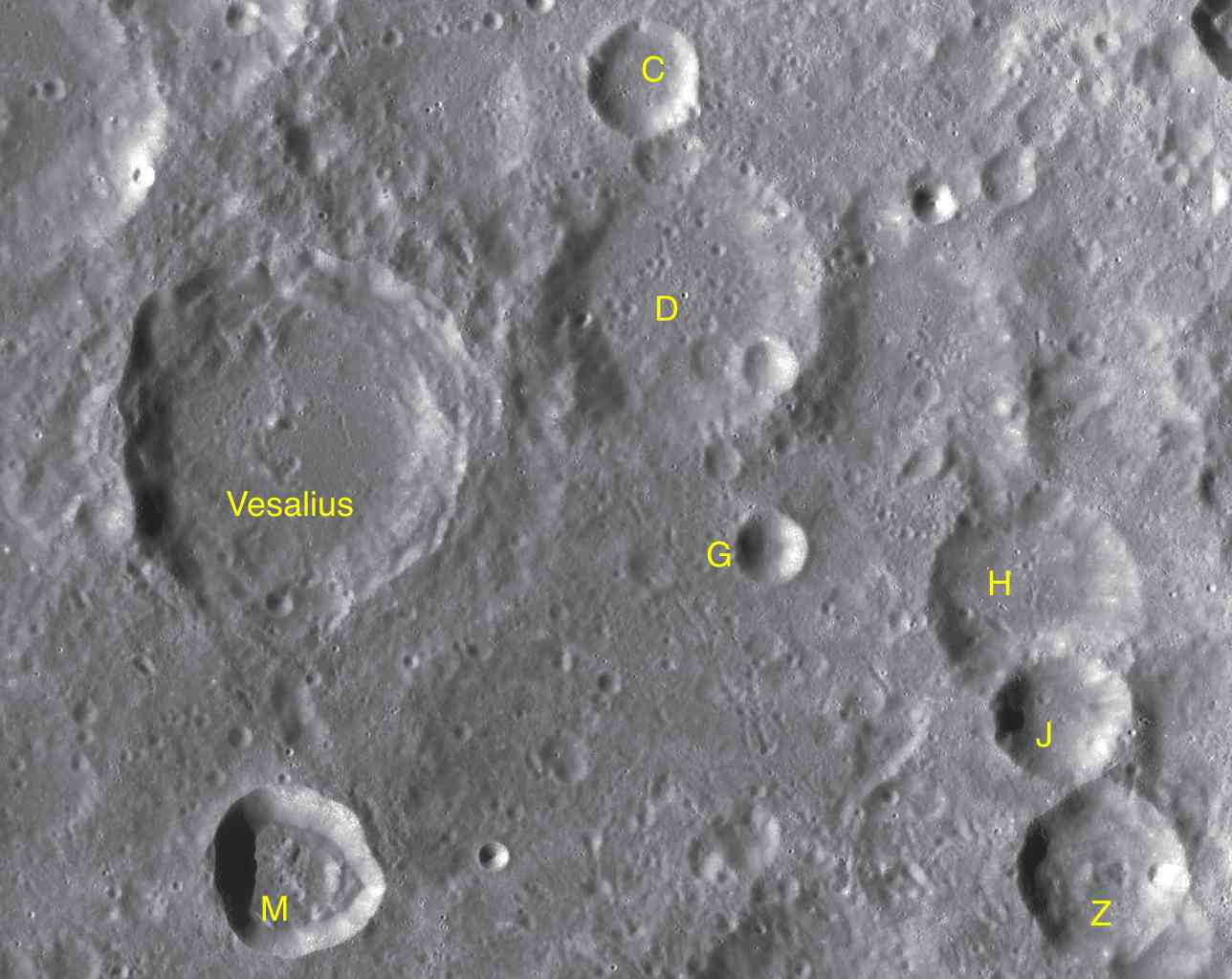
Cràters satèl·lit
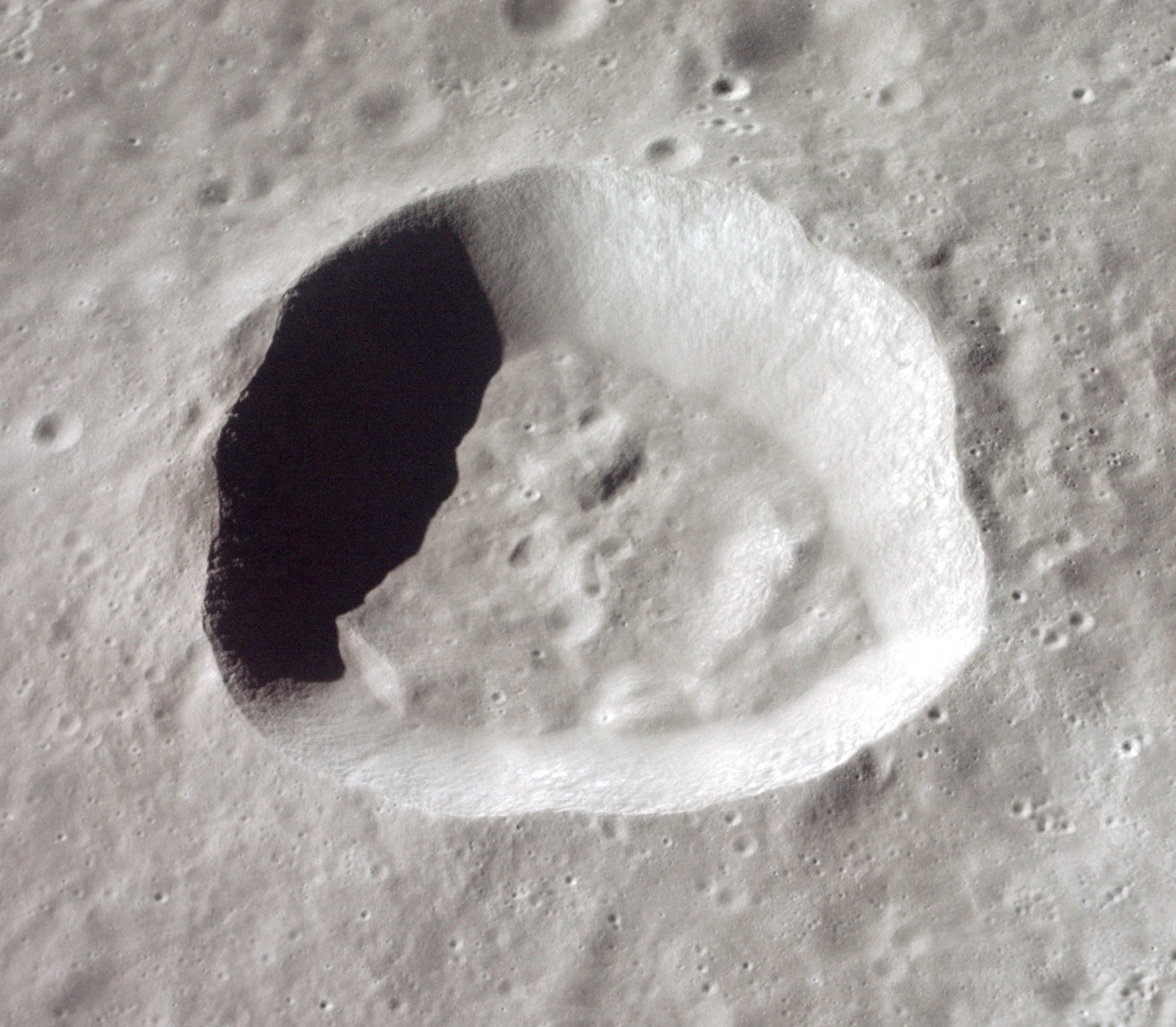
Vesalius M vist des de l'Apollo 12

Just al nord-oest es troba el cràter lleugerament més petit Buisson. Més a l'oest-sud-oest es troba el prominent cràter Einthoven i més al nord-est Abul Wafa.

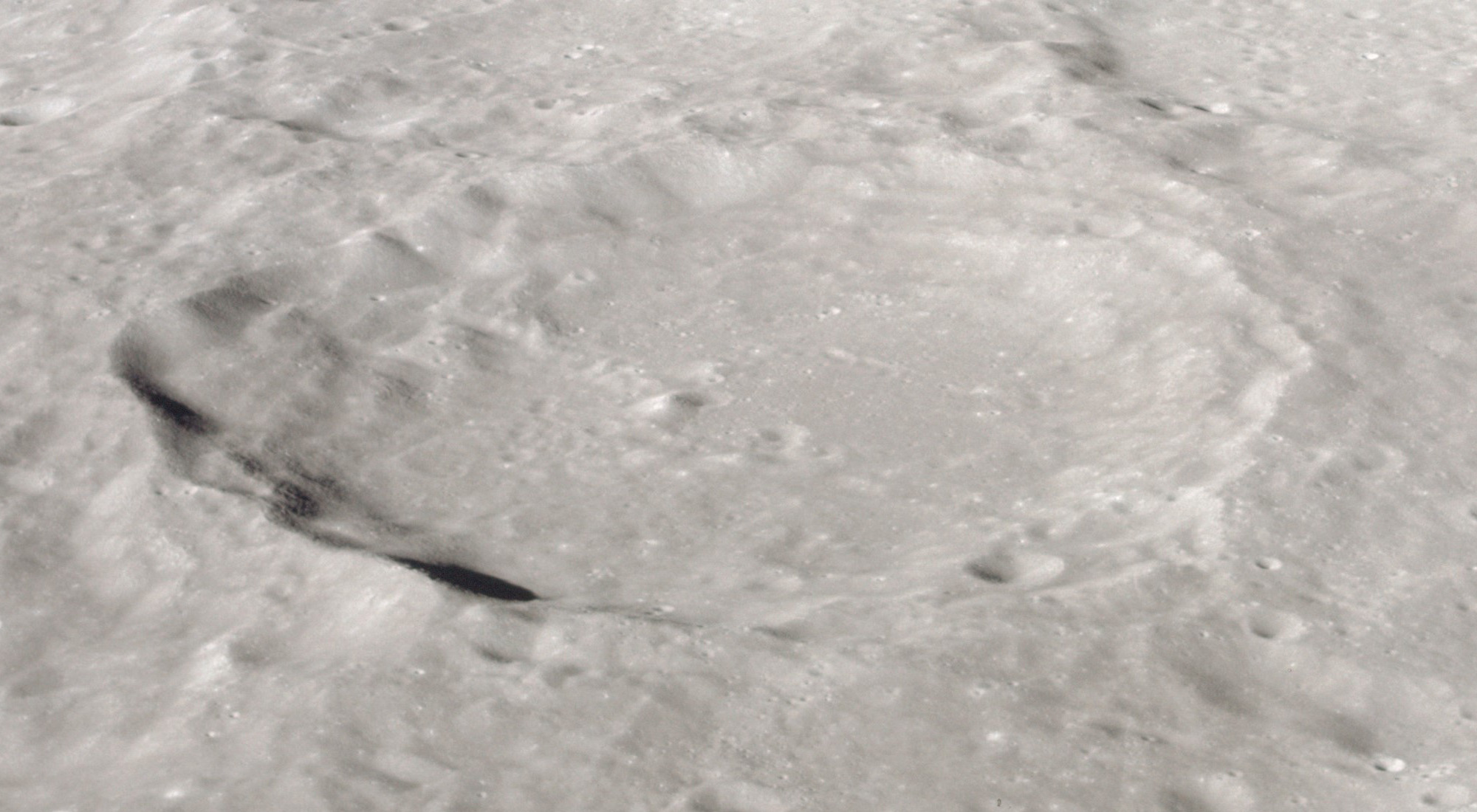
Fotografia de la missió Apollo 12
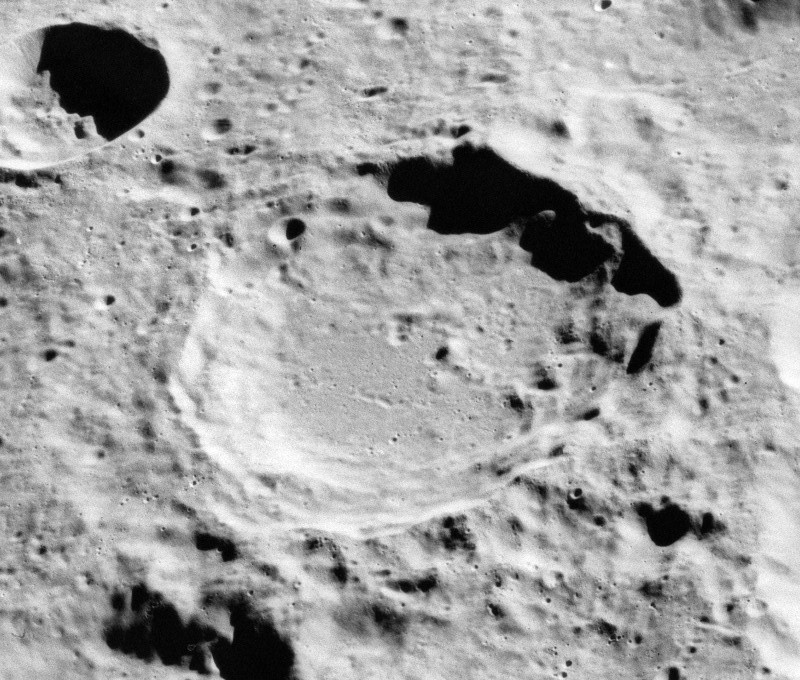
Fotografia de la missió Apollo 16
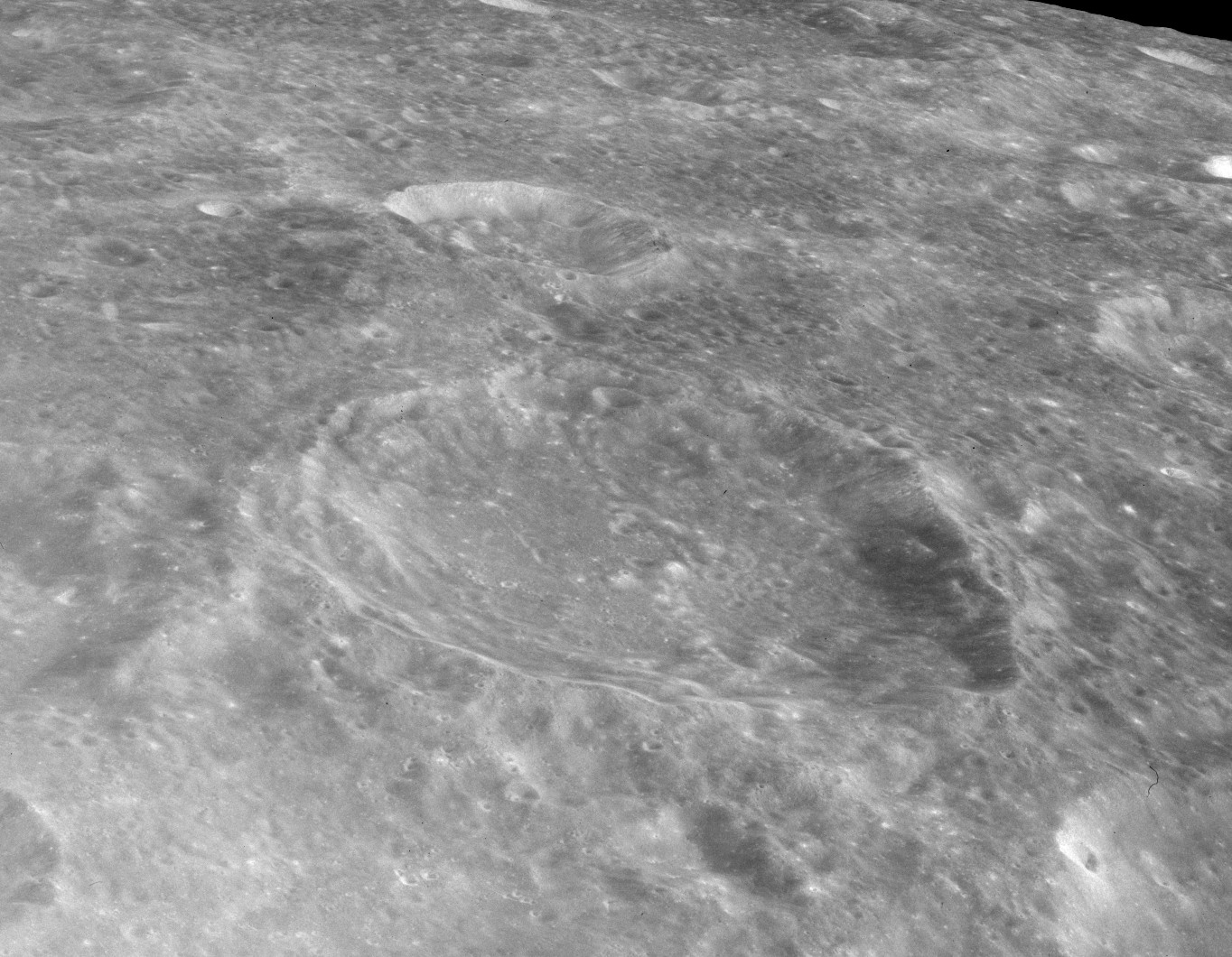
Fotografia de la missió Apollo 16

La vora exterior de Vesalius és gairebé circular, però amb alguna irregularitat. Presenta una petita elevació cap a l'exterior a la part sud i una vora baixa en l'extrem nord. La paret interior mostra un lleuger aterrassament. Al sòl interior, el pic central està desplaçat cap al nord, el que suggereix que el cràter es va formar per un impacte de baix angle.

## Cràters satèl·lit
Per convenció aquests elements són identificats en els mapes lunars posant la lletra en el costat del punt central del cràter que està més proper a Vesalius.
| Vesalius | Coordenades                          | Diàmetre |
| -------- | ------------------------------------ | -------- |
| C        | 0° 48′ S, 116° 42′ E / 0.8°S,116.7°E | 22 km    |
| D        | 2° 12′ S, 116° 54′ E / 2.2°S,116.9°E | 50 km    |
| G        | 3° 42′ S, 117° 18′ E / 3.7°S,117.3°E | 14 km    |
| H        | 3° 54′ S, 119° 00′ E / 3.9°S,119.0°E | 36 km    |
| J        | 4° 48′ S, 119° 06′ E / 4.8°S,119.1°E | 25 km    |
| M        | 5° 42′ S, 114° 30′ E / 5.7°S,114.5°E | 31 k     |